# Landtagswahl in Niederösterreich 1993
- SPÖ: 20
- LIF: 3
- ÖVP: 26
- FPÖ: 7

Die Landtagswahl in Niederösterreich des Jahres 1993 fand am 16. Mai statt. Insgesamt bemühten sich acht Parteien um die 56 Mandate im niederösterreichischen Landtag. Die ÖVP, SPÖ, FPÖ, das Liberale Forum, die Grünen als GABL – Grüne Alternative und Bürgerlisten (Grüne im Parlament) und die KPÖ traten in allen 21 Wahlkreisen an.
Neu kandidierten das Liberale Forum, sowie die ÖABP (Österreichische Autofahrer- und Bürgerinteressenpartei).
Nicht mehr kandidierten die LPW (Liste Pepi Wagner), die Liste Herz sowie die Liste WIR.
Die Reihung auf dem Stimmzettel war uneinheitlich.
|                    | Ergebnisse 1993  | Ergebnisse 1993  | Ergebnisse 1993  | Ergebnisse 1988  | Ergebnisse 1988  | Ergebnisse 1988  | Differenzen | Differenzen | Differenzen |
| ------------------ | ---------------- | ---------------- | ---------------- | ---------------- | ---------------- | ---------------- | ----------- | ----------- | ----------- |
| Stimmen            | %                | Mand.            | Stimmen          | %                | Mand.            | Stimmen          | %           | Mand.       |             |
| Wahlberechtigte    | 1.269.391        |                  |                  | 1.212.853        |                  |                  | + 56.538    |             |             |
| Abgegebene Stimmen | 958.843          | 75,54 %          |                  | 978.374          | 80,60 %          |                  | - 19.531    | - 5,06 %    |             |
| ungültige Stimmen  | 25.679           | 2,02 %           |                  | 26.991           | 2,22 %           |                  | - 1.312     | - 0,20 %    |             |
| gültige Stimmen    | 933.164          | 73,51 %          |                  | 951.383          | 78,38 %          |                  | - 18.219    | - 4,87 %    |             |
| Partei             |                  |                  |                  |                  |                  |                  |             |             |             |
| ÖVP                | 412.730          | 44,23 %          | 26               | 452.874          | 47,60 %          | 29               | - 40.144    | - 3,37 %    | - 3         |
| SPÖ                | 316.516          | 33,92 %          | 20               | 354.745          | 37,29 %          | 22               | - 38.229    | - 3,37 %    | - 2         |
| FPÖ                | 112.433          | 12,05 %          | 7                | 89.373           | 9,39 %           | 5                | + 23.060    | + 2,66 %    | + 2         |
| LIF                | 47.773           | 5,12 %           | 3                | nicht kandidiert | nicht kandidiert | nicht kandidiert | + 47.773    | + 5,12 %    | + 3         |
| GABL               | 29.589           | 3,17 %           | 0                | 23.266           | 2,45 %           | 0                | + 6.323     | + 0,72 %    | ± 0         |
| VGÖ/BGÖ            | 11.242           | 1,20 %           | 0                | 11.328           | 1,19 %           | 0                | - 86        | + 0,01 %    | ± 0         |
| KPÖ                | 2.170            | 0,23 %           | 0                | 7.934            | 0,83 %           | 0                | - 5.764     | - 0,60 %    | ± 0         |
| ÖABP               | 711              | 0,08 %           | 0                | nicht kandidiert | nicht kandidiert | nicht kandidiert | 711         | + 0,08 %    | ± 0         |
| Liste Pepi Wagner  | nicht kandidiert | nicht kandidiert | nicht kandidiert | 5.460            | 0,57 %           | 0                | - 5.460     | - 0,57 %    | ± 0         |
| Liste WIR          | nicht kandidiert | nicht kandidiert | nicht kandidiert | 4.746            | 0,50 %           | 0                | - 4.746     | - 0,50 %    | ± 0         |
| Liste Herz         | nicht kandidiert | nicht kandidiert | nicht kandidiert | 1.656            | 0,17 %           | 0                | - 1.656     | - 0,17 %    | ± 0         |
| Gesamt             | 933.164          | 100 %            | 56               |                  |                  |                  |             |             |             |